# オスカー・フィッシンガー
オスカー・ヴィルヘルム・フィッシンガー（Oskar Wilhelm Fischinger、1900年6月22日 - 1967年1月31日）はドイツ系アメリカ人のアニメーター、映画製作者、画家である。CGアニメーションが登場する何十年も前に抽象的な音楽アニメーションを作成したことで知られる。映画『メトロポリス』で有名なフリッツ・ラングの『月世界の女』で特殊効果を担当し、後にウォルト・ディズニーの『ファンタジア』に影響を与えた。50以上の短編映画を制作、800以上のキャンバスを描いた。その多くが世界中の美術館やコレクションによって収集されている。彼の作品の一つである『Motion Painting No. 1』 （1947年の映画）はアメリカ議会図書館にあるアメリカ国立フィルム登録簿に含まれている。

## 人物
フランクフルト近郊のゲルンハウゼンで生まれたフィッシンガーは、父親が第一次世界大戦に徴兵されるまでに小学校を卒業した後、パイプオルガンの製作事務所で製図技師として働き始めた。翌年、彼も徴兵されるが、あまりに「不健康」だったため、兵役を免れた。第一次大戦後、フィッシンガー一家は生家のある町の西にあるフランクフルトに移り住んだ。そこにてフィッシンガーは実科学校（職業訓練校）に入学、見習いとして働き始めるとともに、エンジニアとして卒業資格を得た。

### 初期の経歴
1921年、フランクフルトでフィッシンガーは演劇評論家ベルンハルト・ディーボルドと抽象映画の先駆者であるヴァルター・ルットマンに出会う。このとき、フィッシンガーは着色されたワックスや粘土といった液体状の材料を用いて造形実験を行った。そして、縦型スライサーと映画用カメラのシャッターを同期させる「ワックススライスマシン」を発明、成形されたワックスと粘土の長さから断面を容易に想像できるようにした。のちに、このマシンについて興味を示したラットマンに手紙を書ている。ミュンヘンに移り住んだフィシンガーは、ロッテ・ライニガーによる『アクメッド王子の冒険』の背景制作のため、ラットマンにワックススライスマシンの特許を与えた。ミュンヘンにいる間、フィシンガーはマシンを使用し、多くの抽象的作品のテスト映画を撮影した。これらの一部には、タイトルが付けられ『Wachs Experimente』の名で今日知られている。
1924年、フィッシンガーはアメリカの起業家ルイ・シールと会社を設立、成熟した視聴者を対象とした風刺作品を制作した。その1つは彼の映画館であった、ピエレットIで現存している。彼はまた、複数の映写機を使用したパフォーマンスなどの新技術を試しつつ、抽象的な映画を制作、上映する独自実験を続けた。1926年から1927年にかけて、フィッシンガーは様々な音楽伴奏を伴う複数映写機による映画上映を行った。これらの映画には「Fieber」（Fever、熱）、「Vakuum」（vacuum、真空）、「Macht」（Power、力）という題名が付けられた。
財政面に直面したフィッシンガーはよく自身の家族からお金を借りており、遂にはミュンヘンでの下宿先の女将にまで借金していた。1927年6月、とうとうフィッシンガーは夜逃げし、ベルリンに向けて出発した。必要最低限の装備だけを持って、ミュンヘンからベルリンまでカメラを回しながら、田舎道を350マイル（563.27km）歩いた。後に、この映画は『ミュンヘンからベルリン』（Walking from Munich to Berlin）として何十年も後に発表された。

### ベルリン時代
ベルリンに到着したフィッシンガーは、親戚からお金を借りて、フリードリッヒ通りに新たにスタジオを立ち上げた。そして、彼はすぐさま、映画の特殊効果を開発し始めた。しかし、彼の手法はプロデューサーや映画配給会社には受け入れてもらえなかった。それからしばらくした1928年、フリッツ・ラング監督のもとで長編映画『月世界の女』（ドイツ語：Frau im Mond）の制作スタッフとして起用され、一時的に安定収入を得た。このとき、仕事とは別にプライベートの時間を使って、木炭紙を用いたアニメーション実験を行った。これにより、ポピュラー音楽とクラシック音楽にリンクした一連の抽象的な研究が生み出された。初期の研究のいくつかは、ドイツのレコードレーベルであったエレクトローラによる新しいレコードのリリースに活用された。そして劇場で上映されるときに、映画の最後にあるクレジットでレコードを宣伝し、ある意味、これが最初のミュージックビデオになった。
習作第1番から12番は好評を博し、日本や南アメリカまでの世界の一流の映画館に配給された。彼の「習作 第5番」は1931年、批評家のための「色彩音楽研究大会」で上映された。1932年、ユニバーサル映画はアメリカでの一般向け配給権を得た。そして、いつしかフィッシンガーは映画やコマーシャルにおいて施した特殊効果によって、「フリードリヒ通りの魔法使い」と呼ばれるようになった。そして、1932年、フィッシンガーは故郷ゲルンハウゼン出身の従妹であるエルフリーデと結婚した。
1933年以降のドイツでは、ナチスの台頭により、ナチスが「退廃芸術」と呼ぶものに対して政策を制定するにつれて、抽象的映画とその芸術家コミュニティ、芸術作品流通の可能性はすぐに消えてしまった。兄のハンス・フィッシンガーは、1939年にハンブルクで映画『色彩の踊り』(Tanz der Farben)を上映した。オスカー・フィッシンガーは、タバコ会社レームツマのために『ムラッティ・グライフ・アイン』（ムラッティ・ゲッツ・イン・ザ・アクト、またはムラッティ・マルシェ・オン、1934年）、広告代理店向けのの『円』（クレイズ、1933～1934年）など、映画やコマーシャルを制作し続けた。ストップモーションで踊るタバコを描いたムラティのカラーコマーシャルは、世界中で上映された。フィシンガーは1935年にブラウで抽象的な作品である『コムポジション』（Komposition）を完成させた。それは評判が高く、今までの神話に反してナチス政権下でも合法的に登録された映画となった。ライオンのロゴで有名なメトロ・ゴールドウィン・メイヤー（MGM）のエージェントがハリウッドにある小さな映画館でブラウとムラッティ、コムポジションの版画を展示し、エルンスト・ルビッチはここでフィッシンガーの映画に対する観客の熱烈な反応に感銘を受けた。パラマウント映画のエージェントがフィッシンガーに電話をかけ、彼がアメリカで働く意思があるかどうか尋ねたところ、フィシンガーはすぐに同意した。

### ハリウッドでの活躍
1936年2月にハリウッドに到着すると、フィッシンガーはパラマウントスタジオのオフィスとドイツ語を話す秘書、英語の家庭教師、250ドルの週給を与えられた。彼と妻エルフリーデはハリウッドにあったドイツ移民のコミュニティに加わった。新たなクライアントから仕事の依頼が来るのを待つ間に、フィッシンガーはスケッチを描いた。『ラヂオ・ダイナミクス』（Radio Dynamics）という映画を構想したが、後にアレグロット（アレグロよりやや速いテンポの曲）として知られるラルフ・レインジャーの曲「ラヂオ・ダイナミクス」となった。映画は『1937年の大放送』（1936年）として制作された。しかし、パラマウント映画は白黒映画として制作する予定で、このことはフィッシンガーには伝えられておらず、フィッシンガーには色彩テストすら許可されていなかった。そこでフィッシンガーは契約解除を要求。パラマウントスタジオを去った。数年後、ヒラ・ヴォン・レバイとソロモン・R・グッゲンハイム美術館の支援を受け、パラマウントから映画を購入することにした。フィッシンガーは、セル画を再び描き、彼なりのカラー作品に仕上げた。伝記作家ウィリアム・モーリッツによると、これはビジュアル・ミュージックの歴史上、最も上映され成功した映画の1つになったフィッシンガーの人気映画の1つである。
このように、アメリカでのフィッシンガーの映画制作の試みはほとんど困難に見舞われた。モーリッツによれば、フィッシンガーはMGM向けにフランツ・リストの「ハンガリー狂詩曲 第2番」に合わせて『光の詩』（An An Optical Poem、1937年）を制作したが、MGMスタジオの制作システムにより、利益を得られなかった。続いて、ヨハン・ゼバスチャン・バッハの「トッカータとフーガ ニ短調 BWV 565」に合わせて作品を作るが、ディズニーの『ファンタジア』（1940年）ではディズニーがより表現的にアレンジしたため、ディズニーを信用せずに辞めた。そのため、クレジットに彼の名前は記載されていない。しかし、ウィリアム・モーリッツによれば、フィッシンガーは『ピノキオ』（1940年）の青い妖精の杖のエフェクトアニメーションに貢献した。1950年代になるとフィッシンガーはMuntz TVをはじめとする、いくつかのテレビ向けアニメーション広告を作成した。
ソロモン・R・グッゲンハイム美術館は、アメリカ合衆国への忠誠心を示すためにジョン・フィリップ・スーザが作曲した行進曲と映像を連動させることをフィッシンガーに依頼した。しかし、彼はJ.S.バッハの「ブランデンブルク協奏曲 第3番」の映画を作ることを主張し、密かに映画制作を始めた。そして、無声映画『ラヂオダイナミクス』を完成させた。
映画制作に不満を抱いたフィッシンジャーは、創造的なアウトレット商品として油絵に目を向け始めた。モーリッツによると、グッゲンハイム財団は特にセル画によるアニメーション映画を要求していたが、フィッシンジャーはバッハの曲を利用した映画である『Motion Painting No. 1』（1947年）を、一筆描く度に1フレーム撮影し、描画の記録として作成した。マルチレイヤーのスタイルは、バッハの音楽構造に類似しているが、厳密な連動はない。その後、彼は自分の個人的な映画（一部の商業作品のみ）の資金を二度と受け取ったことはないが、『Motion Painting No. 1』は1949年のブリュッセル国際実験映画祭でグランプリを受賞。フィッシンジャーの3本の映画は、1984年に世界で最も偉大な映画リストにも選定された。
1967年、フィッシンガーはロサンゼルスにて死去した。
彼の論文と映画のアーカイブを残したビジュアルミュージックセンターによると、しばしばネット上ではフィッシンガーについての不正確な情報が飛び交っているという。

## 主な製作作品
- Wachs Experimente (1921-26)
- Stäbe (1923-27) - experiments, not a completed film
- Spiralen (c. 1926)
- Pierrette I (1926)
- Raumlichtkunst project, series of live performances (c. 1926)
- München-Berlin Wanderung (1927)
- Seelische Konstruktionen (c. 1927)
- Study Nr. 1 (c. 1929)
- Study Nr. 2 (1930)
- Study Nr. 3 (1930)
- Study Nr. 4 (1930)
- Study Nr. 5 (1930)
- Study Nr. 6 (1930)
- Study Nr. 7 (1930-31)
- Study Nr. 8 (1931)
- Study Nr. 9 (1931)
- Ornament Sound experiments (c. 1931)
- Study Nr. 10 and 11 (1932)
- Study Nr. 12 (1932)
- Coloratura (1932)
- Study Nr. 13-fragment (1933-34)
- Kreise (Alle kreise erfasst Tolirag) (1933-34) - two versions
- Muratti greift ein (1934)
- Squares (1934)
- Swiss Trip (Rivers and Landscapes), (1934)
- Komposition in Blau (1935)
- Muratti Privat (1935)
- Allegretto (1936-1943) - two versions, one never filmed by Fischinger
- An Optical Poem (1937)
- An American March (1941)
- Radio Dynamics (1942)
- Motion Painting No. 1 (1947)
- Muntz TV and Oklahoma Gas Commercials (c. 1952)
- Numerous animation tests, fragments and experiments from the 1920s - 50s